# Vít Müller
Vít Müller (* 31. August 1996 in Nymburk) ist ein tschechischer Leichtathlet, der sich auf den 400-Meter-Hürdenlauf spezialisiert hat.

## Sportliche Laufbahn
Erste internationale Erfahrungen sammelte Vít Müller im Jahr 2015, als er bei den Junioreneuropameisterschaften in Eskilstuna mit 54,84 s in der ersten Runde ausschied. Im Jahr darauf qualifizierte er sich erstmals für die Europameisterschaften in Amsterdam, bei denen er mit 50,70 s im Halbfinale ausschied. Bei den IAAF World Relays 2017 auf den Bahamas belegte er mit der tschechischen 4-mal-400-Meter-Staffel in 3:08,17 min den vierten Platz im B-Finale und anschließend erreichte er bei den U23-Europameisterschaften in Bydgoszcz in 50,63 s den achten Platz. Anschließend erreichte er bei der Sommer-Universiade in Taipeh das Halbfinale, in dem er mit 51,46 min ausschied. Zudem gewann er mit der Staffel in 3:08,14 min die Bronzemedaille hinter den Teams aus der Dominikanischen Republik und den Vereinigten Staaten. 2018 schied er bei den Hallenweltmeisterschaften in Birmingham mit der Staffel in 3:06,40 min in der Vorrunde aus. Zudem qualifizierte er sich erneut für die Europameisterschaften in Berlin, bei denen er mit 51,00 s in der ersten Runde ausschied. Er kam auch in der Staffel zum Einsatz und verhalf der tschechischen Mannschaft zum Finaleinzug. 2019 schied er dann bei den Halleneuropameisterschaften in Glasgow mit 47,69 s im 400-Meter-Lauf im Vorlauf aus. Anschließend belegte er bei den World Relays in Yokohama in 3:03,79 min den dritten Platz im B-Finale. Bei den Studentenweltspielen in Neapel wurde er in 50,86 s Achter im Einzelbewerb und belegte mit der Staffel in 3:06,78 min den fünften Platz. Zudem qualifizierte er sich erstmals für die Weltmeisterschaften in Doha und erreichte dort das Halbfinale, in dem er mit 49,97 s ausschied. Zuvor gewann er bei den Europaspielen in Minsk in der gemischten Staffel in 3:17,53 min die Silbermedaille hinter dem Team aus der Ukraine. 2021 schied er bei den Halleneuropameisterschaften in Toruń mit 47,60 s in der ersten Runde über 400 Meter aus und gewann mit der Staffel in 3:06,54 min die Silbermedaille hinter dem Team aus den Niederlanden. Zudem qualifizierte er sich über die Weltrangliste über 400 Meter Hürden für die Olympischen Spiele in Tokio, bei denen er mit 49,69 s im Halbfinale ausschied.
2022 belegte er bei den Hallenweltmeisterschaften in Belgrad in 3:07,98 min den fünften Platz in der 4-mal-400-Meter-Staffel. Im Juli kam er bei den Weltmeisterschaften in Eugene mit 50,71 s nicht über die ersten Runde hinaus und anschließend schied er bei den Europameisterschaften in München mit 49,78 s im Halbfinale aus. Im Jahr darauf wurde er bei der 1. Liga der Team-Europameisterschaft im Rahmen der Europaspiele in Chorzów in 3:12,34 min Erster in der Mixed-Staffel und sicherte sich damit ligendübergreifend die Goldmedaille. Zudem wurde er in 50,05 s Sechster über 400 Meter Hürden. Im August schied er bei den Weltmeisterschaften in Budapest mit 49,37 s in der ersten Runde aus und kam mit der Männerstaffel mit 3:00,99 min nicht über den Vorlauf hinaus. 2024 kam er bei den Hallenweltmeisterschaften in Glasgow mit der Männerstaffel im Vorlauf nicht ins Ziel. Im Mai verpasste er bei den World Athletics Relays in Nassau in der Mixed-Staffel den Einzug in die Finalrunde und auch mit der Männerstaffel verpasste man die Direktqualifikation für die Olympischen Spiele in Paris. Anschließend schied er bei den Europameisterschaften in Rom mit 49,25 s im Semifinale über 400 Meter Hürden aus und belegte in der Mixed-Staffel in 3:14,24 min den sechsten Platz. Im August schied er bei den Olympischen Sommerspielen in Paris mit 48,96 s in der Hoffnungsrunde aus. 
2025 belegte er bei den Halleneuropameisterschaften in Apeldoorn in 3:08,28 min den sechsten Platz in der 4-mal-400-Meter-Staffel.
In den Jahren 2017 und von 2019 bis 2024 wurde Müller tschechischer Meister im 400-Meter-Hürdenlauf sowie 2017 und 2019 in der 4-mal-400-Meter-Staffel im Freien. In der Halle wurde er 2019 und 2021 sowie 2022 und 2025 Meister in der 4-mal-200-Meter-Staffel und 2021 siegte er auch im 400-Meter-Lauf.

## Persönliche Bestzeiten
- 400 Meter: 45,87 s, 11. Mai 2024 in Prag
  - 400 Meter (Halle): 46,21 s, 18. Februar 2024 in Ostrava
- 400 m Hürden: 48,41 s, 30. Juni 2024 in Zlín